# Лотар Свіжінскі
Лотар Свіжінскі (нім. Lothar Swierzinski; 18 липня 1921, Гельзенкірхен — 29 жовтня 1944, Варшава) — німецький військовослужбовець, унтершарфюрер СС. Кавалер Лицарського хреста Залізного хреста.

## Нагороди
- Залізний хрест 2-го і 1-го класу
- Нагрудний знак «За участь у загальних штурмових атаках»
- Медаль «За зимову кампанію на Сході 1941/42»
- Лицарський хрест Залізного хреста (16 грудня 1943) — як роттенфюрер СС і командир групи 10-ї роти 5-го моторизованого полку СС «Туле» 3-ї танкової дивізії СС «Мертва голова».
  - 14 листопада 1943 року, під час наступу радянських військ, всі офіцери і унтер-офіцери 10-ї роти загинули або були поранені. Свіжінскі взяв командування ротою на себе і у важких умовах зміг відвоювати втрачену висоту. Сам Свіжінскі був поранений, але продовжував особисто обслуговувати кулемет. Цей випадок мав важливе значення для підняття бойового духу інших частин.